# Ivett Gonda
Ivett Gonda född 28 april 1986 i Jászberény, Ungern, är en kanadensisk taekwondoutövare. Hon flyttade till Kanada vid fyraårsåldern.

## Karriär
Gonda började med taekwondo 1995. Hon var den andra kanadensiskan någonsin att göra OS-laget 2004. Hon slutade på femte plats i VM i Garmisch-Partenkirchen, Tyskland i -47 kg-kategorin. Hon har vunnit två bronsmedaljer och en guldmedalj. 
Gonda tog guld i panamerikanska mästerskapen 2004 i Santo Domingo. Sedan tog hon brons i panamerikanska mästerskapen 2006 i Buenos Aires. 2007 tog hon brons vid panamerikanska spelen 2007 i Rio de Janeiro. 2008 deltog hon i Sommar-OS i Peking, men hon förlorade redan i första matchen mot svenskan Hanna Zajc som vann med 2-0.